# Кріфіц
Кріфіц (нім. Crivitz) — місто в Німеччині, розташоване в землі Мекленбург-Передня Померанія. Входить до складу району Людвігслуст-Пархім. Центр об'єднання громад Кріфіц.
Площа — 75,48 км2. Населення становить 4780 ос. (станом на 31 грудня 2020).

## Назва
Назва має слов'янське походження: полабська форма Krivica утворилась від прикметника krivy (укр. кривий). Точну етимологію назви складно встановити, ймовірно вона стосувалася розташування поселення біля вигину дороги.     

## Галерея

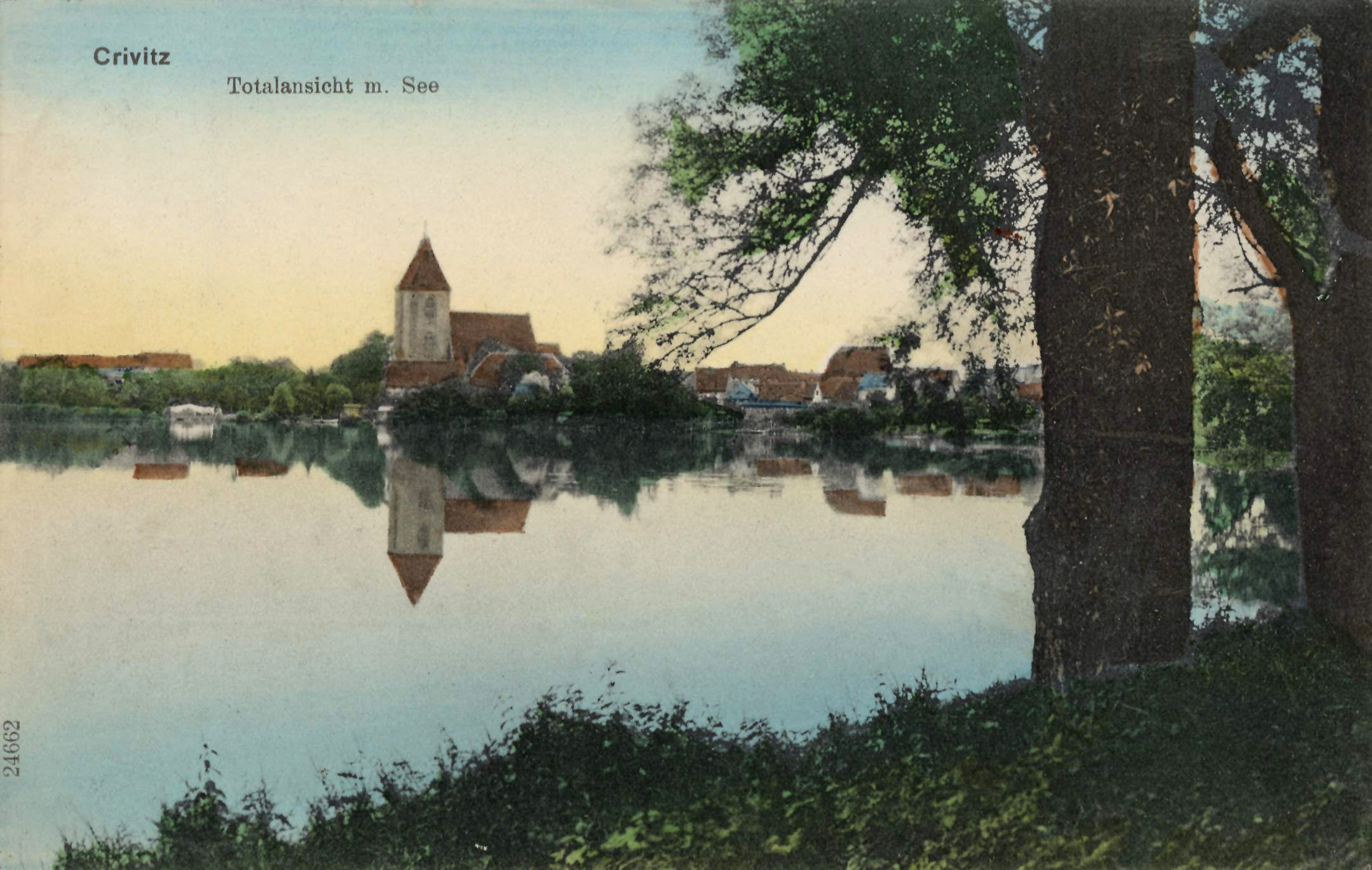
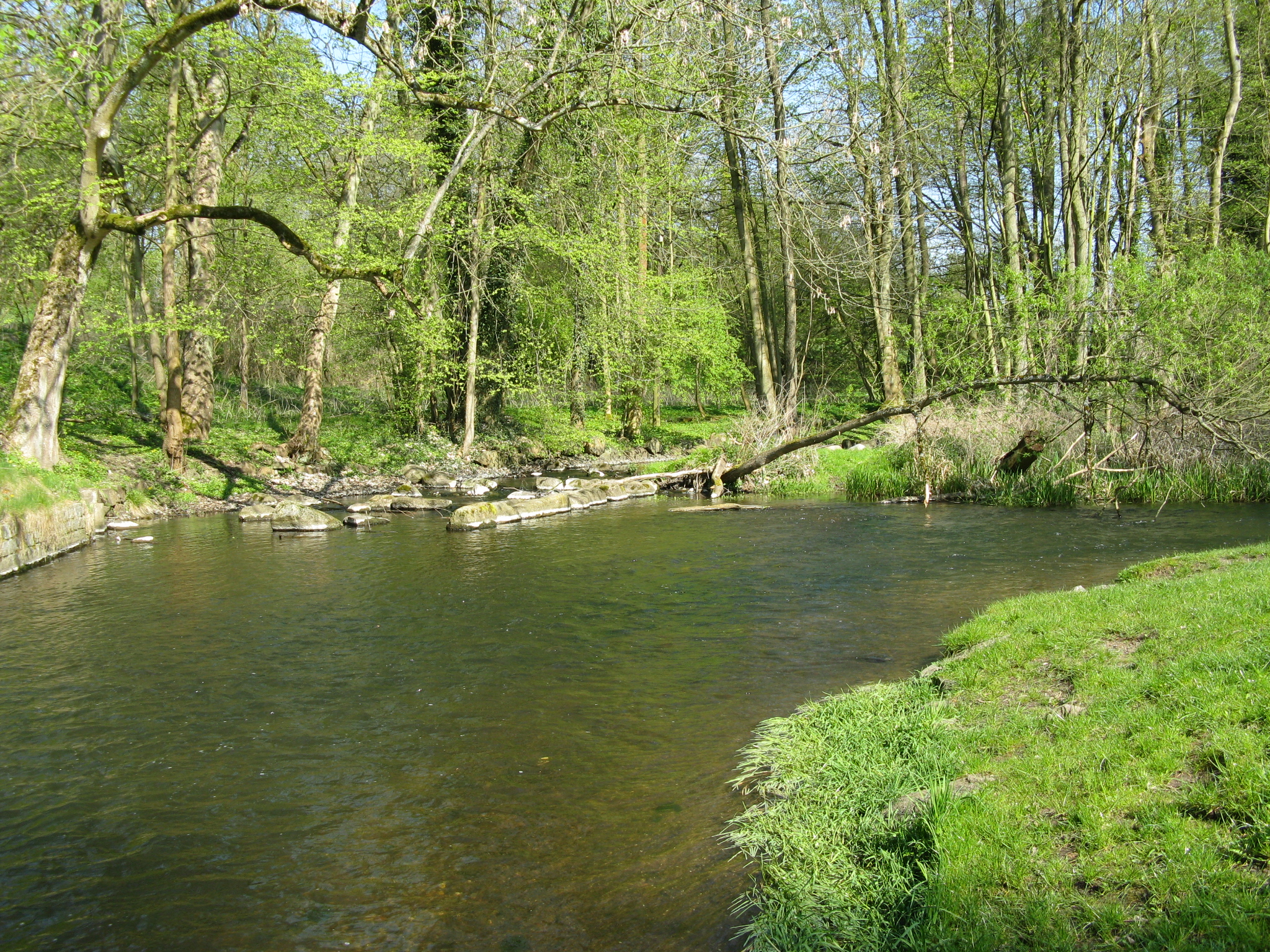
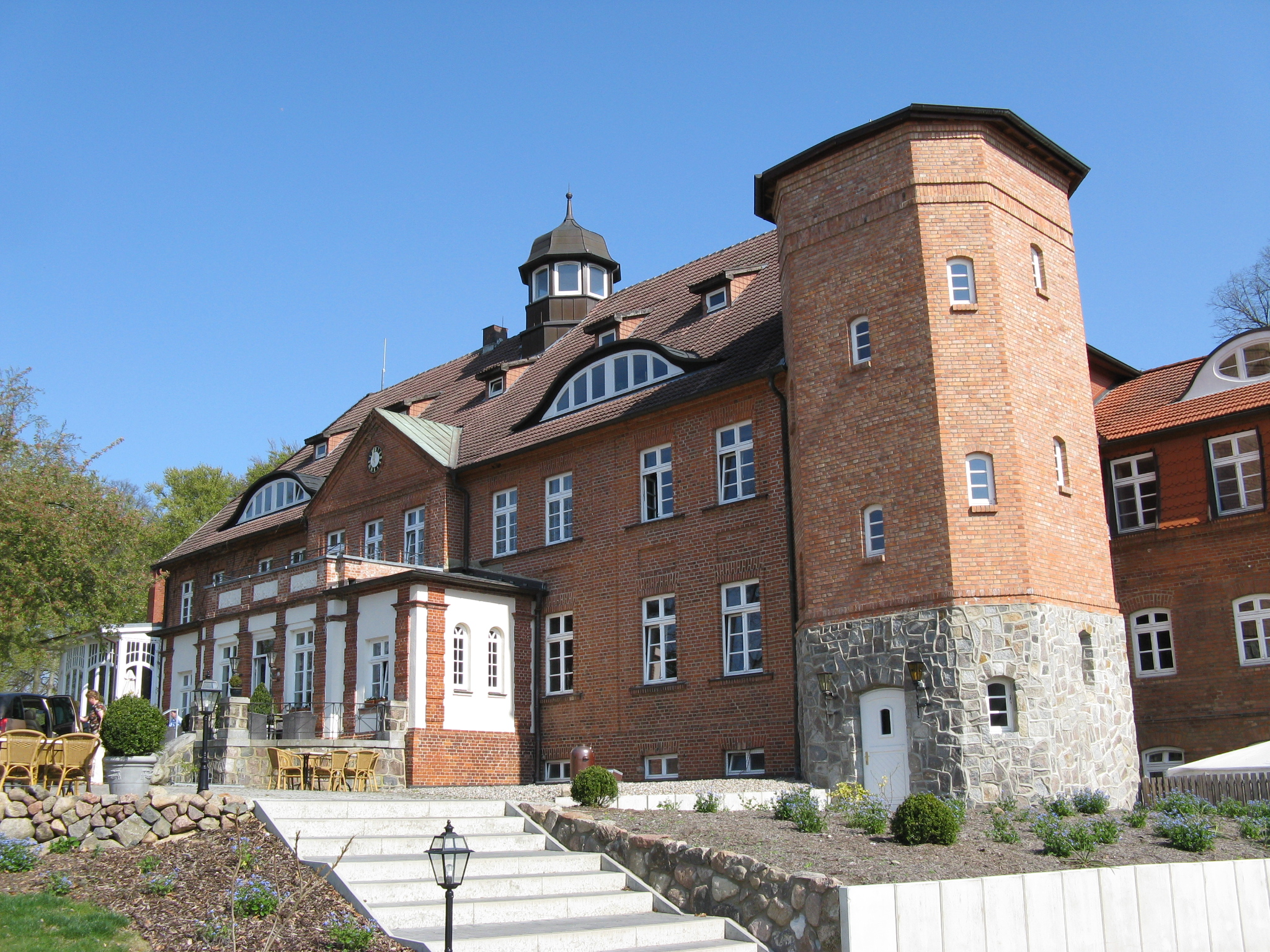
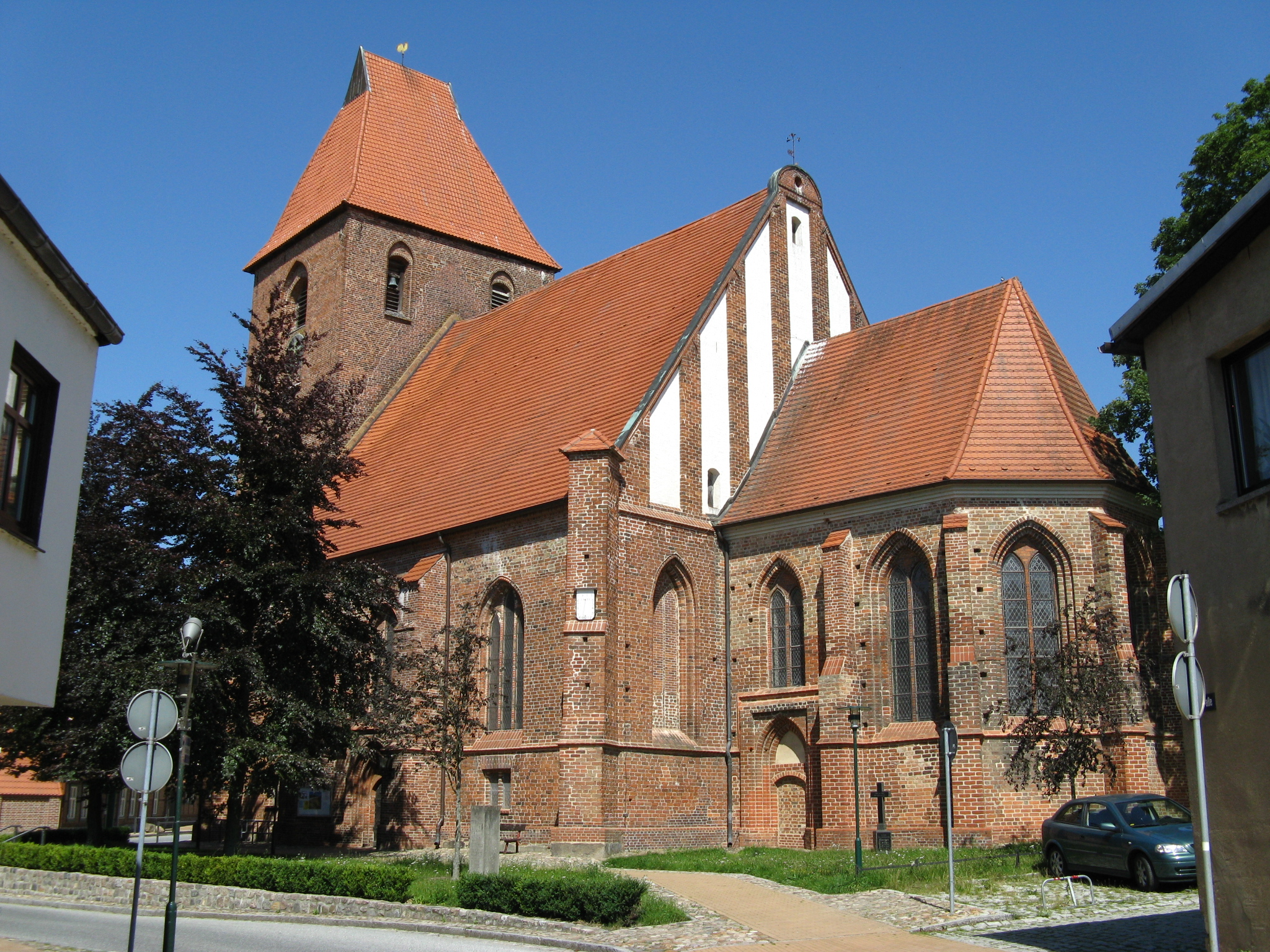
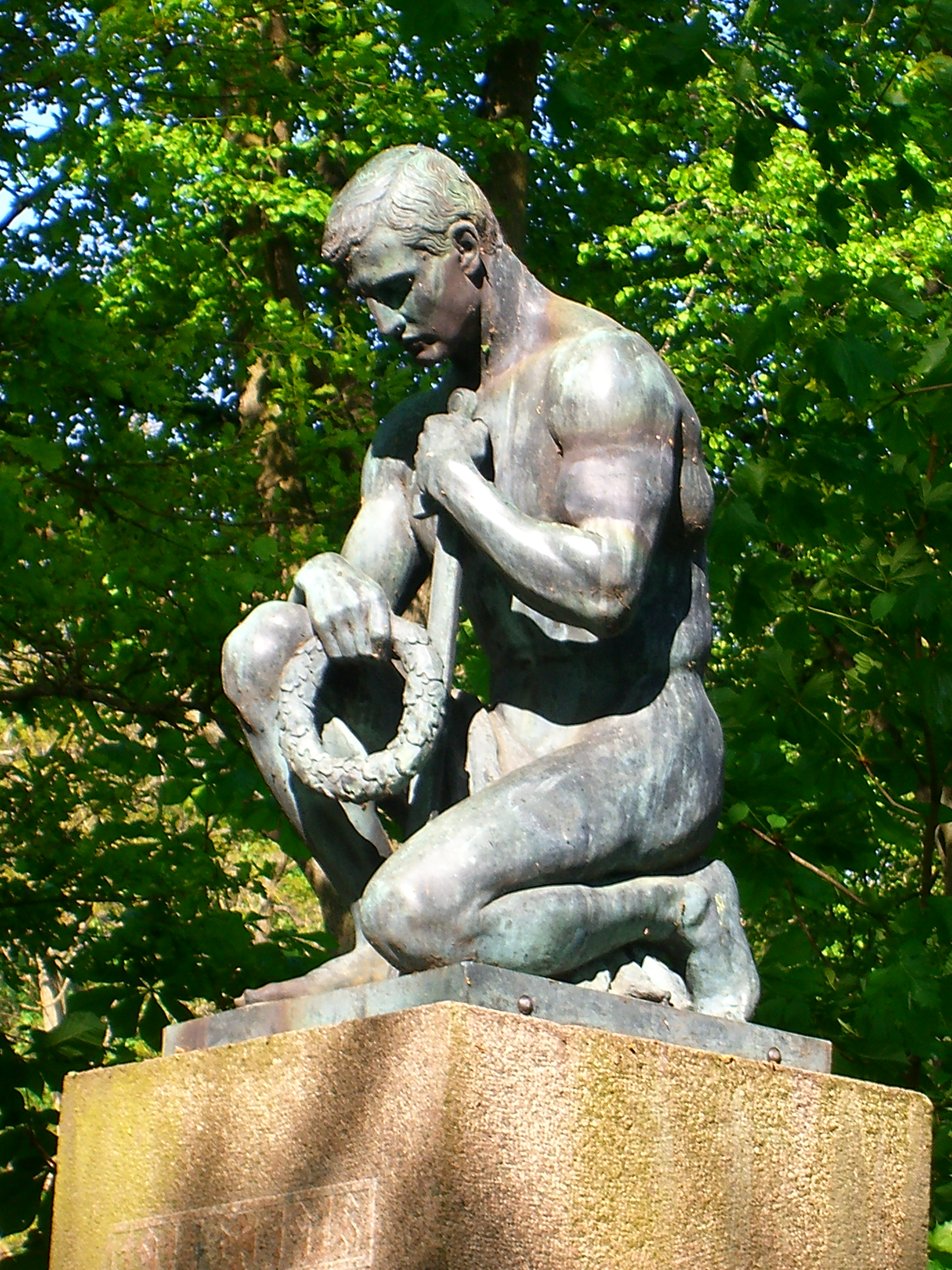